# Яуре
Яуре (нід. Joure, нід. вимова: [ˈjɑu̯rə]) — місто в нідерландській провінції Фрисландія. Входить до муніципалітету Фріске-Маррен. Його населення станом на 2017 рік складало 13090 осіб.

## Визначні мешканці
- Андріс Нопперт (нар. 1994) — футболіст, починав займатися футболом у структурі місцевого клубу

## Галерея

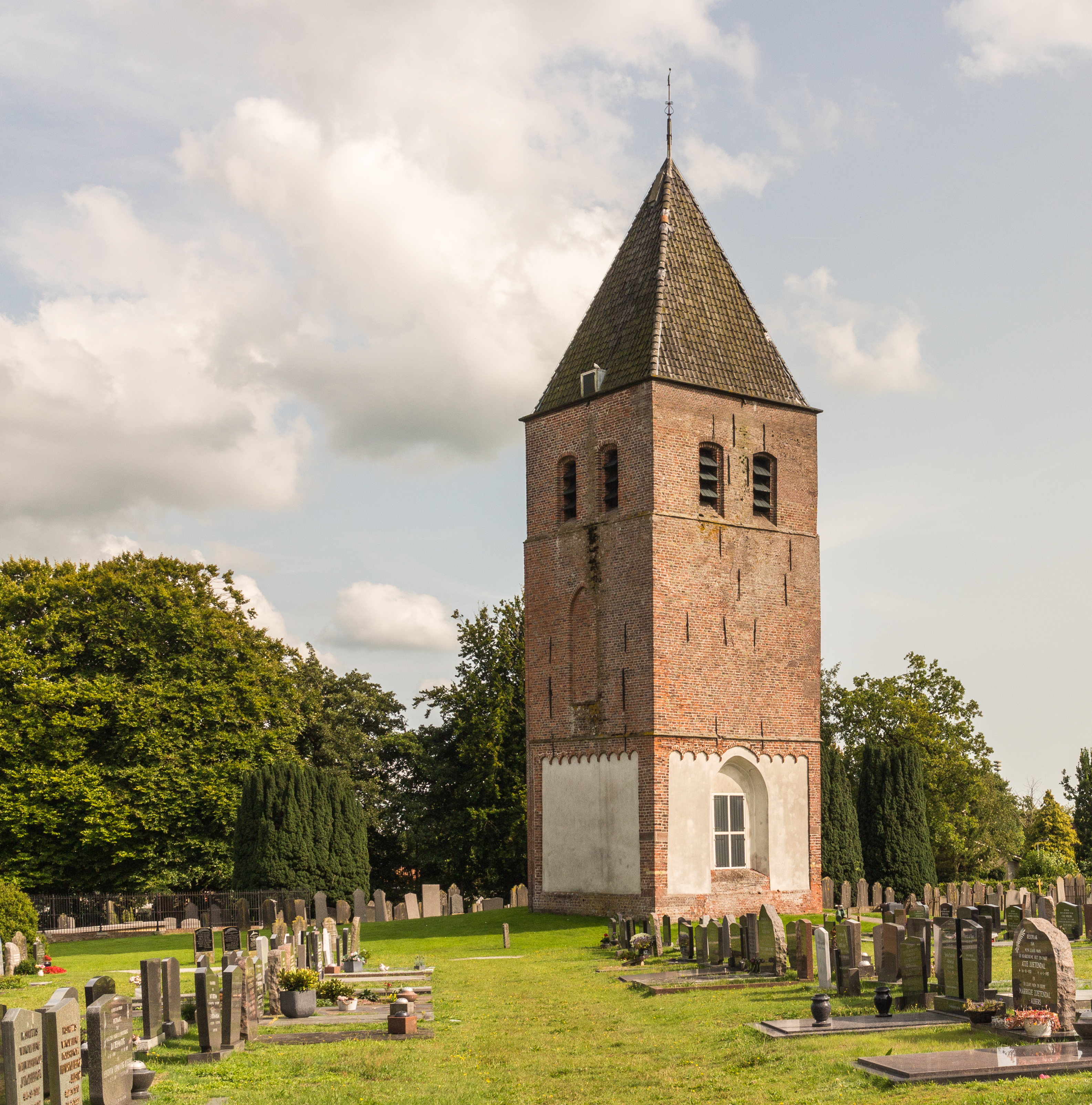
Вежа колишньої церкви Вестермер
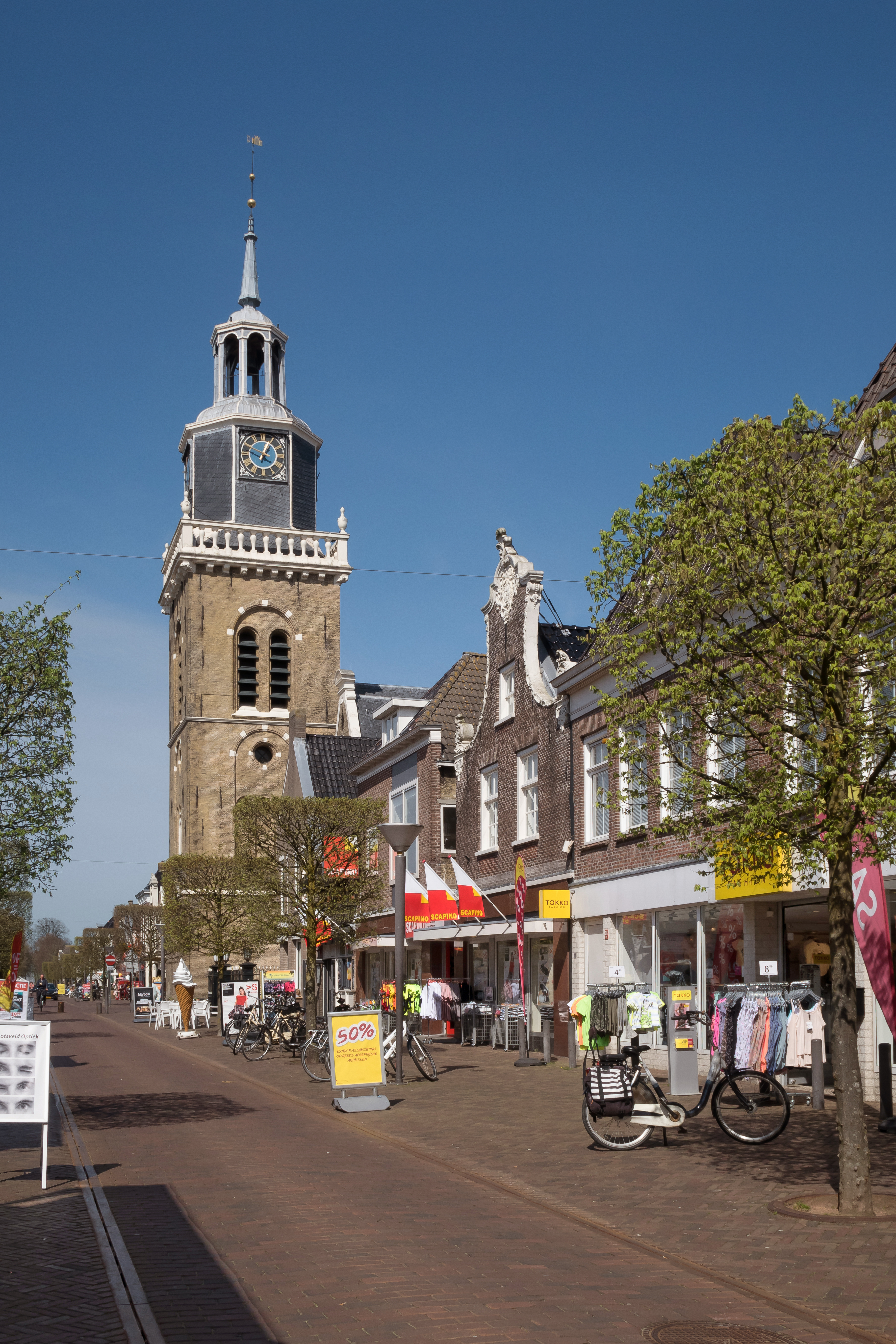
Центр міста
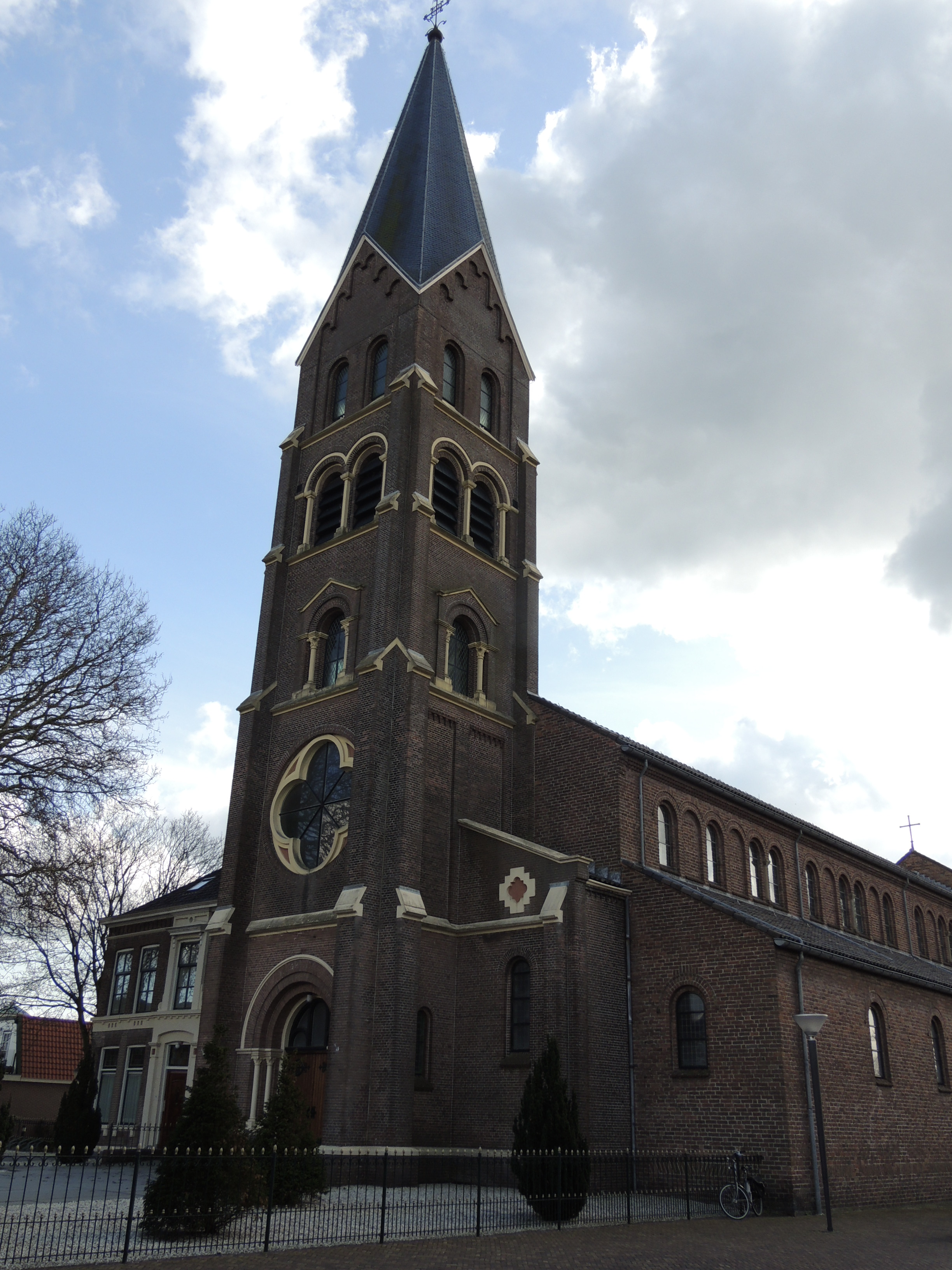
Церква св. Матвея
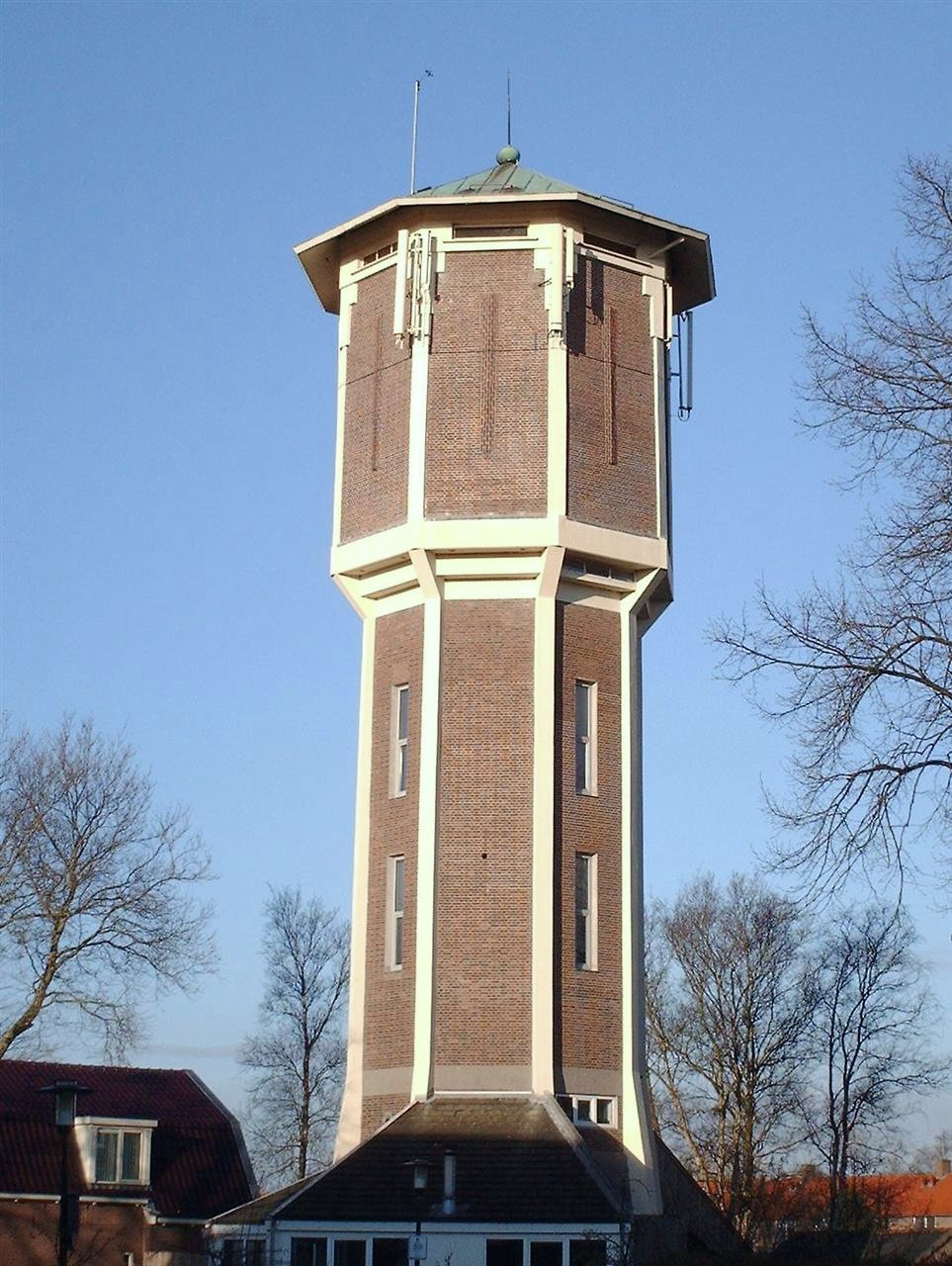
Водонапірна башта
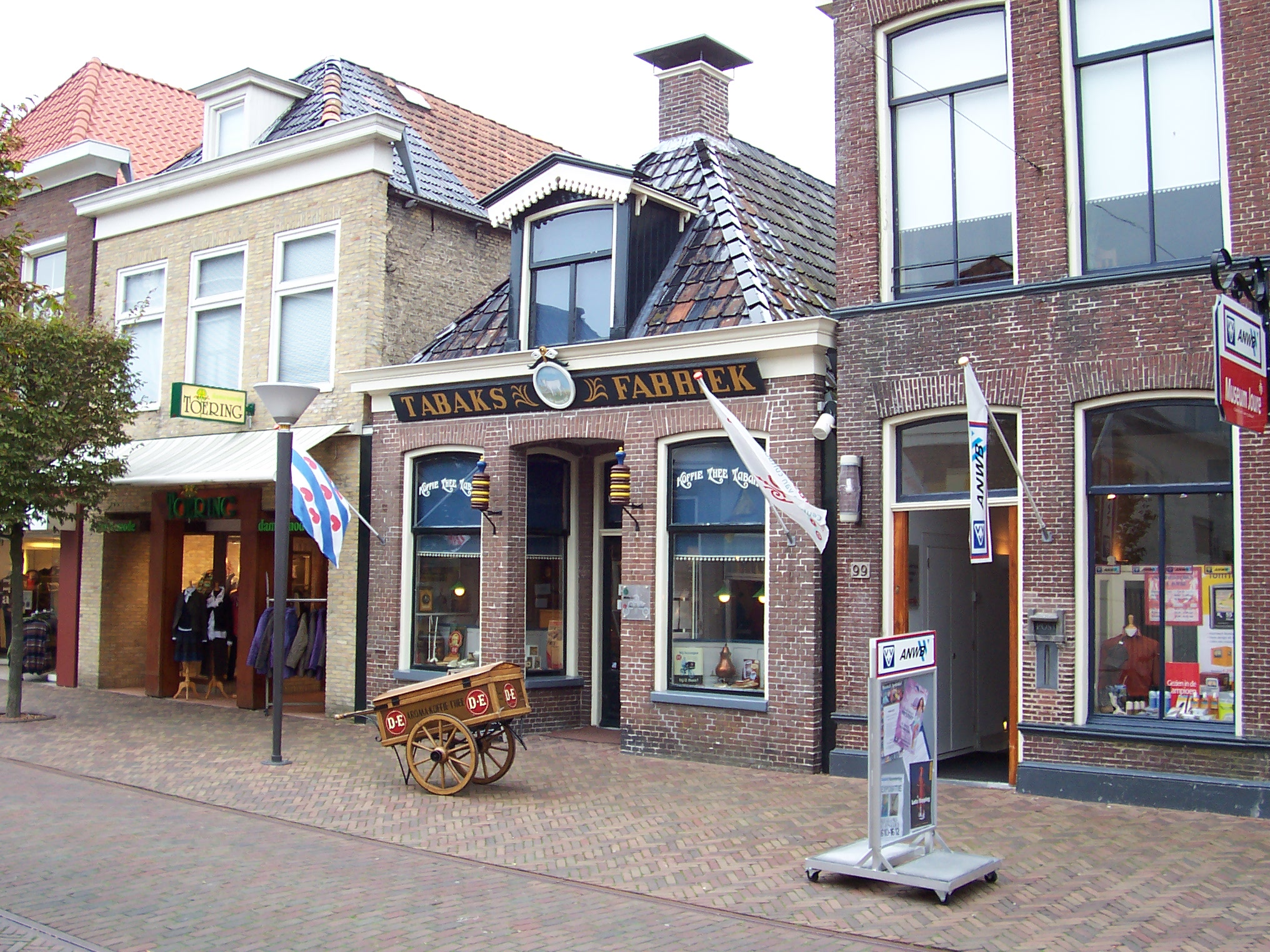
Будівля музею